# 비벡 오베로이

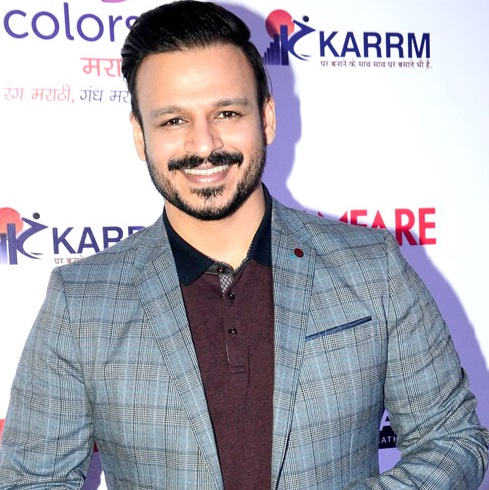

비벡 오베로이(Vivek Oberoi, 1976년 9월 3일 ~ )는 인도의 각본가, 영화배우이다.
하이데라바드에서 태어났다.

## 영화
- 그랜드 마스티 (2013년)
- 수퍼 히어로 크리쉬 3 (2013년)
- 희생 (2009년)
- 럭 바이 찬스 (2009년)
- 미션 이스탄불 (2008년)
- 옴카라 (2006년)
- 비욘드 러브 (2005년) - 키스나 역
- 마스티 (2004년)
- 룩 왓츠 해펀드 나우 (2004년) - 아르준 칸타 역
- 청춘 (2004년)
- 덤 (2003년)
- 컴퍼니 (2002년)